# 薩隆湖
62°12′3″N 32°14′15″E / 62.20083°N 32.23750°E
薩隆湖（俄语：Салонъярви），是俄羅斯的湖泊，位於該國西北部，由卡累利阿共和國負責管轄，長20.1公里、寬2.3公里，面積46.1平方公里，海拔高度143米，湖岸線長度107公里，平均水深2.6米，最大水深15米。